# قائمة زملاء الجمعية الملكية المنتخبين في 1998
هذه الصفحة تعرض قائمة زملاء الجمعية الملكية المُنتخبين لعام 1998.

## الزملاء
- ديفيد باركي
- Yoshio Masui [الإنجليزية]‏
- Raghunath Anant Mashelkar [الإنجليزية]‏
- توماس كافلييه سميث
- Ashoke Sen [الإنجليزية]‏
- جان بيجز
- Jonathan Sprent [الإنجليزية]‏
- Harshad Bhadeshia [الإنجليزية]‏
- إنريكو كوين
- أنتوني سيغال [الإنجليزية]‏

## الأعضاء الأجانب
- إلياس جيمس خوري
- والتر كون
- أوليفر سميثيز